# Bec de Nava
Bec de Nava är en bergstopp i Schweiz. Den ligger i distriktet Sierre och kantonen Valais, i den södra delen av landet, 80 km söder om huvudstaden Bern. Toppen på Bec de Nava är 2 666 meter över havet.